# Arrondissement Mouscron
Arrondissement Mouscron (francouzsky: Arrondissement de Mouscron; nizozemsky: Arrondissement Moeskroen) je jeden ze sedmi arrondissementů (okresů) v provincii Henegavsko v Belgii.
Obce politického okresu Mouscron patří k soudnímu okresu Tournai.

## Historie
Okres Mouscron vznikl roku 1963 odtržením několika obcí od vlámské provincie Západní Flandry.

## Obyvatelstvo
Počet obyvatel k 1. lednu 2017 činil 75 875 obyvatel. Rozloha okresu činí 101,17 km².

## Obce
Okres Mouscron sestává z těchto obcí:
- Comines-Warneton
- Mouscron